# 클리오네맨
《클리오네맨》은 쾌걸 근육맨 2세에 등장하는 초인이다. 투니버스 더빙판 이름은 이름 뒤에 '맨'을 뺀 그냥 클리오네다. 대원방송 재더빙판도 이를 따른다. 성우는 타카사키 타쿠로/현경수(투니버스), 이주승(대원방송).

## 프로필
- 출신 : 러시아[1]
- 신장 : 230cm
- 체중 : 73kg
- 초인강도: 107만 파워

## 소개
헤라클레스 팩토리 2기 졸업생으로 클리오네의 형태를 한 초인으로 몸이 물로 이루어져 있어서 투명하다. 더빙판 이름은 이름 뒤에 '맨'을 뺀 그냥 클리오네다. 오징어, 해파리로 변신이 가능하고, 얼음을 이용하여 바다를 얼려버릴 수 있으며, 자신의 몸을 돋보기로 변신해서 태양열을 이용하여 공격도 가능.

## 행적
1차전에는 세이우친을 몸속에 가둬버리고 자신의 필살기로 이기지만, 준결승전에는 근육 만타로와 싸우던 중에 같은 동기 제이드의 응원을 받으면서 싸우지만 결국 패배. 한 동안 등장이 없다 근육 만타로가 세계 평화를 지키기 위해 데몬 플랜트의 리더 맥시밀리언 남작과 싸울 때 데드 시그널과 함께 포장마차에서 TV를 시청하는 모습으로 등장한다.